# Coro da Eurovisão 2019
O Coro da Eurovisão 2019 (em inglês: Eurovision Choir 2019, em francês: Chœur Eurovision 2019) foi a 2ª edição do evento e teve lugar a 3 de agosto de 2019 na Partille Arena em Gotemburgo, Suécia. Os apresentadores do evento foram Petroc Trelawny e Ella Petersson. Vocal Line, da Dinamarca, foram os vencedores, tendo a Letónia ficado em 2º lugar e a Eslovénia em 3º.

## Local
Gotemburgo é a segunda maior cidade da Suécia e a quinta maior dos países nórdicos.
Após os relatórios iniciais em fevereiro de 2018, foi confirmado a 8 de julho de 2018 que a segunda edição do Coro da Eurovisão seria realizada na cidade sueca de Gotemburgo. O local proposto foi a arena de 14.000 lugares Scandinavium. No entanto, a 18 de dezembro de 2018, foi confirmado que a Partille Arena seria a anfitriã do festival.

## Formato
Os países concorrentes que são membros da União Europeia de Radiodifusão (UER) são elegíveis para participar no Coro da Eurovisão. Nove países participaram no evento inaugural. Cada país concorrente era representado por um coro profissional e cada um executava uma peça coral com duração não superior a seis minutos. Cada peça pode incluir singular ou várias obras musicais ou de um género livre; mas deve conter influência nacional ou regional do país participante. Os bilhetes para o evento começaram a ser vendidos a 15 de março de 2017. O coro vitorioso (Eslovénia) recebeu o título de Coro do Eurovisão do Ano 2017 e o dinheiro do prémio da Câmara Municipal de Riga.
O coro vencedor recebeu um troféu e foi premiado com uma viagem para participar da 11ª edição dos World Choir Games, realizada em Flandres, na Bélgica, a julho de 2020.

### Apresentadores
A 5 de abril de 2019, foi anunciado que o locutor de rádio e televisão de música clássica britânica, Petroc Trelawny e o apresentador de cultura sueca  sv receberiam o festival de 2019. A carreira de Trelawny começou na BBC Radio Devon em 1989 como repórter e, desde 1998, ele foi apresentador na BBC Radio 3. Trelawny recebeu o Festival Eurovisão de Jovens Músicos 2018 no Usher Hall em Edimburgo ao lado de Josie D'Arby na final. Petersson é atualmente o apresentador do  Kulturstudion  no SVT2, e Kulturfrågan Kontrapunkt no SVT1.

## Participantes

Países participantes

A lista oficial de participantes foi publicada a 18 de dezembro de 2018 e incluiu dez países. A Alemanha, Bélgica, Eslovénia, Letónia e País de Gales participarão novamente após sua estreia na edição inaugural em 2017. Escócia, Noruega, o país anfitrião Suécia e Suíça participarão pela primeira vez, enquanto a Áustria, Estónia e Hungria se retiraram da competição.
A Dinamarca também se retirou no início, no entanto, a 20 de março de 2019, foi anunciado que iria participar pela segunda vez. A França foi originalmente anunciada como estreante, mas depois foi removida da lista oficial publicada pela EBU.
| País          | 1ª ronda | 2ª ronda | Coro                                                                    | Processo                             | Data da Selecção       |
| País          | Título original das Canção(ões)                                                                                       | Título original das Canção(ões)                                                                                       | Coro                                                                    | Processo                             | Data da Selecção       |
| País          | Tradução em Português                                                                                                 | Tradução em Português                                                                                                 | Idiomas de Interpretação                                                | Processo                             | Data da Selecção       |
| ------------- | --- | --- | ----------------------------------------------------------------------- | ------------------------------------ | ---------------------- |
| Alemanha      | "O Täler weit" "Die Gedanken sind frei"                                                                               | "Air on a G String" (se tivesse passado à segunda ronda)                                                              | BonnVoice                                                               | Der beste Chor im Westen 2018        | 14 de dezembro de 2018 |
| Alemanha      | Ó vales distantes Os pensamentos são livres                                                                           | Ária na corda sol | Alemão                                                                  | Der beste Chor im Westen 2018        | 14 de dezembro de 2018 |
| Bélgica       | "Made in Belgium" (medley)                                                                                            | "Million Eyes" (se tivesse passado à segunda ronda)                                                                   | Almkalia                                                                | Seleção Interna                      | 8 de abril de 2019     |
| Bélgica       | Feito na Bélgica | Milhões de olhos | Inglês & Francês                                                        | Seleção Interna                      | 8 de abril de 2019     |
| Dinamarca     | "True North" | "Viola" | Vocal Line                                                              | Seleção Interna                      | -                      |
| Dinamarca     | Verdadeiro Norte | Viola | Inglês (primeira ronda) Dinamarquês (segunda ronda)                     | Seleção Interna                      | -                      |
| Escócia       | "Cumha na Cloinne" "Ach a' Mhairead" "Alba"                                                                           | "An t-larla Diùrach" "Innis dhomhsa cà il thu cadal" "Siud a rud a thogadh fonn" (se tivesse passado à segunda ronda) | Alba                                                                    | Seleção Interna                      | 16 de maio de 2019     |
| Escócia       | O lamento das crianças Mas a Mhairead Escócia                                                                         | Larvas jurássicas Diz-me onde dormir Isso era algo que faria uma melodia                                              | Gaélico Escocês                                                         | Seleção Interna                      | 16 de maio de 2019     |
| Eslovénia     | "Spomenčice" | "Bejži ptiček" | Jazzva                                                                  | Seleção Interna                      | 5 de fevereiro de 2019 |
| Eslovénia     | Monumentos | Pássaro bege | Esloveno                                                                | Seleção Interna                      | 5 de fevereiro de 2019 |
| Letónia       | "Pērkontēvs" | "Nāc,Dievini" | Babite Municipality Mixed Choir Maska                                   | Seleção Interna                      | 15 de março de 2019    |
| Letónia       | Pessoa de contato | Venha Deus | Letão                                                                   | Seleção Interna                      | 15 de março de 2019    |
| Noruega       | "Ønskediktet" | "Famine Song" (se tivesse passado à segunda ronda)                                                                    | Volve Vokal                                                             | Norsk finale i Eurovision Choir 2019 | 7 de abril de 2019     |
| Noruega       | Poema de desejos | Canção da Fome | Norueguês (primeira ronda) Inglês (se tivessem passado à segunda ronda) | Norsk finale i Eurovision Choir 2019 | 7 de abril de 2019     |
| País de Gales | "Cúlna" "Ar Lan y Môr"                                                                                                | "Yr Alwad" (se tivesse passado à segunda ronda)                                                                       | Ysgol Gerdd Ceredigion                                                  | Côr Cymru 2019                       | 7 de abril de 2019     |
| País de Gales | Quintal À beira-mar                                                                                                   | A chamada | Irlandês Galês                                                          | Côr Cymru 2019                       | 7 de abril de 2019     |
| Suécia        | "Khourmi" "Hej, dunkom så länge vi levom"                                                                             | "Limu, Limu, Lima" (se tivesse passado à segunda ronda)                                                               | Zero8                                                                   | Seleção Interna                      | 6 de abril de 2019     |
| Suécia        | Khourmi Olá, enquanto vivermos                                                                                        | Limu, Limu, Lima | Língua artificial Sueco                                                 | Seleção Interna                      | 6 de abril de 2019     |
| Suíça         | "Chante en mon cœur" "La sera sper il lag" "Poï" Le ranz des vaches" "La ticinella" "Beresinalied" "La chanson d’ici" | "Believer" (se tivesse passado à segunda ronda)                                                                       | Cake O’Phonie                                                           | Chorus                               | 1 de dezembro de 2018  |
| Suíça         | Canta no meu coração A noite no lago N/A N/A N/A N/A Canção daqui                                                     | Crente | Francês Romanche N/A Franco-provençal Italiano Alemão Francês           | Chorus                               | 1 de dezembro de 2018  |

## Festival

### Primeira ronda
| #   | País          | Idioma            | Coro                                  | Canção(ões)                     | Tradução para Português   |
| --- | ------------- | ----------------- | ------------------------------------- | ------------------------------- | ------------------------- |
| 1º  | Suécia        | Língua artificial | Zero8                                 | "Khourmi"                       | Khourmi                   |
| 1º  | Suécia        | Sueco             | Zero8                                 | "Hej, dunkom så länge vi levom" | Olá, enquanto vivermos    |
| 2º  | Bélgica       | Inglês & Francês  | Almkalia                              | "Made in Belgium" (medley)      | Feito na Bélgica          |
| 3º  | Letónia       | Letão             | Babite Municipality Mixed Choir Maska | "Pērkontēvs"                    | Pessoa de contato         |
| 4º  | Alemanha      | Alemão            | BonnVoice                             | "O Täler weit"                  | Ó vales distantes         |
| 4º  | Alemanha      | Alemão            | BonnVoice                             | "Die Gedanken sind frei"        | Os pensamentos são livres |
| 5º  | Noruega       | Norueguês         | Volve Vokal                           | "Ønskediktet"                   | Poema de desejos          |
| 6º  | Dinamarca     | Inglês            | Vocal Line                            | "True North"                    | Verdadeiro Norte          |
| 7º  | Escócia       | Gaélico Escocês   | Alba                                  | "Cumha na Cloinne"              | O lamento das crianças    |
| 7º  | Escócia       | Gaélico Escocês   | Alba                                  | "Ach a' Mhairead"               | Mas a Mhairead            |
| 7º  | Escócia       | Gaélico Escocês   | Alba                                  | "Alba"                          | Escócia                   |
| 8º  | Eslovénia     | Esloveno          | Jazzva                                | "Spomenčice"                    | Monumentos                |
| 9º  | Suíça         | Francês           | Cake O’Phonie                         | "Chante en mon cœur"            | Canta no meu coração      |
| 9º  | Suíça         | Romanche          | Cake O’Phonie                         | "La sera sper il lag"           | A noite no lago           |
| 9º  | Suíça         | Franco-provençal  | Cake O’Phonie                         | "Poï"                           |                           |
| 9º  | Suíça         | Franco-provençal  | Cake O’Phonie                         | "Le ranz des vaches"            |                           |
| 9º  | Suíça         | Italiano          | Cake O’Phonie                         | "La ticinella"                  |                           |
| 9º  | Suíça         | Alemão            | Cake O’Phonie                         | "Beresinaliedet"                |                           |
| 9º  | Suíça         | Francês           | Cake O’Phonie                         | "Chanson d'ici"                 | Canção daqui              |
| 10º | País de Gales | Irlandês          | Ysgol Gerdd Ceredigion                | "Cúlna"                         | Quintal                   |
| 10º | País de Gales | Galês             | Ysgol Gerdd Ceredigion                | "Ar Lan y Môr"                  | À beira-mar               |

### Segunda ronda
Três coros avançarão para a segunda ronda e realizarão um segundo set de 3 minutos, após o qual o vencedor será anunciado.
| #  | País      | Idioma      | Coro                                  | Canção(ões)    | Tradução para Português | Classificação |
| -- | --------- | ----------- | ------------------------------------- | -------------- | ----------------------- | ------------- |
| 1º | Letónia   | Letão       | Babite Municipality Mixed Choir Maska | "Nāc, Dieviņi" | Vem, Deus               | 2º            |
| 2º | Dinamarca | Dinamarquês | Vocal Line                            | "Viola"        | Viola                   | 1º            |
| 3º | Eslovénia | Esloveno    | Jazzva                                | "Bejži ptiček" | Passarinho bege         | 3º            |

### Votação
O coro vencedor foi escolhido através de um painel de três jurados.

#### Júri profissional
O júri profissional é constituído pelos seguintes membros:
- Katarina Henryson – cantora e compositora, fundadora do grupo a capella The Real Group
- John Rutter – compositor e maestro, também foi jurado em 2017
- Deke Sharon – cantor, diretor, produtor e compositor

### Maestros
| País              | Maestro            |
| ----------------- | ------------------ |
| Suécia            | Rasmus Krigström   |
| Bélgica           | Nicolas Dorian     |
| Letónia           | Jānis Ozols        |
| Alemanha          | Tono Wissing       |
| Noruega           | Gro Espedal        |
| Dinamarca         | Jens Johansen      |
| Escócia           | Joy Dunlop         |
| Eslovénia         | Jasna Žitnik       |
| Suíça             | Antoine Krattinger |
| País de Gales     | Islwyn Evans       |
| Maestro anfitrião | Fred Sjöberg       |

## Outros países
- França – A emissora francesa France Télévisions foi originalmente anunciada como participante de estreia, mas mais tarde retirou-se do festival devido a problemas logísticos com o coro selecionado.[37]
- Estónia – A 16 de novembro de 2018, a empresa de radiodifusão estónia Eesti Rahvusringhääling (ERR) confirmou que desistiria do festival.[38]
- Roménia – Apesar da sua participação estar inicialmente confirmada,[39] a 18 de dezembro de 2018, a lista final de países não incluía a Roménia. Mais tarde foi revelado que a emissora romena Televiziunea Română (TVR) havia recusado um convite para participar.[40]

Os seguintes países participaram em 2017, porém não apareceram na lista final de participantes:
- Áustria
- Hungria

### Não-membros da UER
- Catalunha – Embora a emissora catalã TV3 não seja um membro pleno da UER, a UER declarou que está a considerar a proposta de participar no festival de 2019 e não descarta a possibilidade de estrear.[41]

## Transmissão do Festival

### Países participantes
| País          | Canal           | Comentador(es)                              |
| ------------- | --------------- | ------------------------------------------- |
| Suécia        | SVT2            | Sem comentários                             |
| Bélgica       | La Trois        | Patrick Leterme                             |
| Bélgica       | Musiq'3         | Patrick Leterme                             |
| Letónia       | LTV1            | Kristīne Komarovska Jānis Holšteins-Upmanis |
| Alemanha      | WDR             | Peter Urban                                 |
| Noruega       | NRK1 (diferido) | Arild Erikstad                              |
| Noruega       | NRK Klassik     | Arild Erikstad                              |
| Dinamarca     | DR1             | Ole Tøpholm Philip Faber                    |
| Escócia       | BBC Alba        | Tony Kearney                                |
| Eslovénia     | RTV SLO1        | Igor Velše                                  |
| Suíça         | RTS Un          | Jean-Marc Richard<br<Philippe Savoy         |
| País de Gales | S4C             | Morgan Jones                                |